# RJ Mitte
Roy Frank "RJ" Mitte III (Jackson, Misisipi, 21 de agosto de 1992) es un actor estadounidense, conocido por su papel como Walter White Jr. en la exitosa serie Breaking Bad.
Al igual que su personaje en Breaking Bad, Mitte tiene parálisis cerebral leve. Cuando se mudó a Hollywood (Los Ángeles, California) en 2006, comenzó a entrenar con su mánager Addison Witt quien también sufre este problema.

## Biografía
Mitte nació en agosto de 1992 en Luisiana y se mudó con su familia en 2006 a Los Ángeles, donde su hermana pequeña Lacianne Carriere había recibido una oferta para un papel en un proyecto filmográfico. Después de obtener varios pequeños papeles de extra, incluyendo uno en la serie de Disney Hannah Montana, su interés en la industria del cine y la televisión aumentó y decidió tomar clases de actuación. Poco después, le ofrecieron el papel de Walter White Jr., quien también tiene parálisis cerebral en la serie Breaking Bad (2008-2013) de la cadena televisiva AMC.
En 2011 interpretó un papel en un corto de terror llamado Stump. Ese mismo año fue productor ejecutivo de un documental llamado Vanished: The Tara Calico story que trata de la desaparición de la estadounidense Tara Calico, desaparecida en Nuevo México en 1988. En 2012 protagonizó la película de terror House of Last Things.
Mitte es el portavoz de la campaña I AM PWD (Inclusion in the Arts and Media of Performers With Disabilities: ‘inclusión de artistas con discapacidades en las artes y los medios de comunicación’) que emplea a artistas con discapacidades.
El 17 de noviembre de 2015, se anunció que sería colaborador en el canal británico Channel 4, para cubrir los Juegos Paralímpicos de Río de Janeiro 2016.
En 2017 protagonizó The Recall, junto a Wesley Snipes.
En 2022 será parte del reparto principal de la serie The Guardians of Justice, de la plataforma Netflix.

## Filmografía

### Películas
| Año  | Título                         | Papel           | Notas                                 |
| ---- | ------------------------------ | --------------- | ------------------------------------- |
| 2011 | Stump                          |                 | Cortometraje.                         |
| 2013 | House of Last Things           | Tim             | Papel Principal junto a Lindsey Haun  |
| 2014 | Nikki Lorenzo: Work That Charm | Guardaespaladas | Cortometraje.                         |
| 2015 | Dixieland                      | CJ              | Papel Principal                       |
| 2016 | Who's Driving Doug             | Doug            | Papel Principal                       |
| 2017 | The Recall                     | Adolescente     | Papel Principal junto a Wesley Snipes |
| 2018 | Time Share                     | Tom             |                                       |
| 2018 | Retired Cupid                  | RJ              | Cortometraje.                         |
| 2018 | Rivers Run Red                 | Official Thomas |                                       |
| 2019 | Standing Up for Sunny          | Travis          |                                       |
| 2020 | The Oak Room                   | Steve           |                                       |
| 2021 | Triumph                        | Mike            |                                       |

### Televisión
| Año       | Título                                | Papel                    | Notas                                                  |
| --------- | ------------------------------------- | ------------------------ | ------------------------------------------------------ |
| 2007      | Hannah Montana                        | Atleta escolar           | no acreditado; episodio: "Schooly Bully"               |
| 2008–2013 | Breaking Bad                          | Walter White, Jr.        | 53 episodios                                           |
| 2013      | Vegas                                 | Russ Auster              | episodio: "Paiutes"                                    |
| 2014      | Switched at Birth                     | Campbell                 | 9 episodios                                            |
| 2016      | Robot Chicken                         | Walter White Jr. (voz)   | episodio: "Food"                                       |
| 2017      | The Celebrity Island with Bear Grylls | Participante             | Segunda temporada                                      |
| 2017      | Chance                                | Paciente en la conveción | episodio: "The Collected Works of William Shakespeare" |
| 2018      | This Close                            | Solomon                  | episodio: "Who We Are"                                 |
| 2019      | Now Apocalypse                        | Leif                     | 2 episodios                                            |
| 2022      | The Guardians of Justice              | Mind Master              | Reparto principal; 7 episodios                         |

### Videoclips
| Año  | Artista             | Canción                                       |
| ---- | ------------------- | --------------------------------------------- |
| 2013 | Hollywood Undead    | "Dead Bite"                                   |
| 2013 | Steel Panther       | "Party Like Tomorrow is the End of the World" |
| 2016 | Nothing But Thieves | "If I Get High"                               |
| 2016 | 3 Doors Down        | "In the Dark"                                 |

## Premios y nominaciones
| Año  | Premio                    | Categoría                                                     | Proyecto     | Resultado |
| ---- | ------------------------- | ------------------------------------------------------------- | ------------ | --------- |
| 2011 | Screen Actors Guild Award | Outstanding Performance by an Ensemble in a Drama Series      | Breaking Bad | Nominado  |
| 2012 | Screen Actors Guild Award | Outstanding Performance by an Ensemble in a Drama Series      | Breaking Bad | Nominado  |
| 2012 | Young Artist Award        | Best Performance in a TV Series - Recurring Young Actor 17-21 | Breaking Bad | Nominado  |
| 2013 | Screen Actors Guild Award | Outstanding Performance by an Ensemble in a Drama Series      | Breaking Bad | Ganador   |